# Mecze reprezentacji Polski w piłce ręcznej mężczyzn prowadzonej przez Daniela Waszkiewicza i Damiana Wleklaka
Zestawienie meczów reprezentacji Polski w piłce ręcznej mężczyzn, prowadzonej przez Daniela Waszkiewicza i Damiana Wleklaka:

## Oficjalne mecze międzypaństwowe
| Nr | Przeciwnik | Miejsce  | Data            | Impreza            | Wynik (Polska-przeciwnik) | Raport      |
| -- | ---------- | -------- | --------------- | ------------------ | ------------------------- | ----------- |
| 1. | Litwa      | Wilno    | 10 czerwca 2012 | eliminacje MŚ 2013 | 24:17                     | www.zprp.pl |
| 2. | Litwa      | Katowice | 17 czerwca 2012 | eliminacje MŚ 2013 | 26:22                     | www.zprp.pl |

## Bilans meczów
|                 | zwycięstwa | porażki |
| ogółem          | 2          | 0       |
| dom             | 1          | 0       |
| wyjazd          | 1          | 0       |
| neutralny teren | 0          | 0       |

|                 | zdobyte | stracone |
| ogółem          | 50      | 39       |
| dom             | 26      | 22       |
| wyjazd          | 24      | 17       |
| neutralny teren | 0       | 0        |